# Camarasa
Camarasa – gmina w Hiszpanii, w prowincji Lleida, w Katalonii, o powierzchni 156,59 km². W 2011 roku gmina liczyła 945 mieszkańców.